# Rameau Thierry Sokoudjou
Rameau Thierry Sokoudjou (ur. 18 kwietnia 1984) – kameruński judoka oraz zawodnik MMA. W czasie swojej kariery walczył we wszystkich największych organizacjach MMA na świecie - PRIDE FC, UFC, DREAM, Strikeforce i Bellator, międzynarodowy mistrz KSW w wadze półciężkiej z 2011.

## Kariera w judo
Treningi judo podjął w wieku około 5 lat. Jako junior zdobył trzykrotnie mistrzostwo kraju. Jego celem był udział w igrzyskach olimpijskich w 2004 roku, więc w wieku 17 lat wyjechał do USA, w poszukiwaniu lepszych warunków treningowych. W 2001 roku wygrał mistrzostwa Kalifornii oraz międzynarodowe mistrzostwa USA (US Open) w kategorii open. W 2003 roku ponownie zwyciężył w mistrzostwach stanowych, a w US Open zajął 3. miejsce. Powrót do ojczyzny i wzięcie udziału w kwalifikacjach olimpijskich uniemożliwiły mu jednak problemy wizowe.

## Kariera MMA

### Wczesna kariera
W 2004 roku otrzymał angaż w czołowym amerykańskim klubie MMA, Team Quest jako sparingpartner i instruktor judo. Pomagał tam Danowi Hendersonowi w przygotowaniach do walki z Kazuhiro Nakamurą oraz Rulonowi Gardnerowi przed jego starciem z Hidehiko Yoshidą. W 2006 roku Sokoudjou sam zadebiutował w profesjonalnych mieszanych sztukach walki. W swoich trzech pierwszych walkach zanotował dwie wygrane i jedną porażkę.

### PRIDE FC
Henderson, mistrz PRIDE FC w wadze półśredniej, polecił Sokoudjou właścicielom tej ówcześnie największej organizacji MMA na świecie. Dzięki temu w lutym 2007 roku Kameruńczyk zadebiutował na gali PRIDE 33 w Las Vegas przeciwko Antônio Rogério Nogueirze. Brazylijczyk, czołowy zawodnik MMA świata w wadze do 93 kg oraz mistrz swojego kraju w boksie amatorskim, był uważany za zdecydowanego faworyta (bukmacherzy przyjmowali na niego zakłady w stosunku 16-1). Sokoudjou znokautował go jednak w zaledwie 23 sekundy. Niecałe dwa miesiące później stał się sprawcą kolejnej niespodzianki, gdy podczas PRIDE 34 w Saitamie znokautował w pierwszej rundzie utytułowanego grapplera i byłego pretendenta do mistrzostwa PRIDE w wadze średniej, Ricardo Aronę. Jak się wkrótce potem okazało była to ostatnia gala PRIDE FC w historii, bowiem organizacja ta została zakupiona przez właścicieli konkurencyjnego UFC.

### UFC
Kilka miesięcy później Sokoudjou sam stał się zawodnikiem UFC, podpisując kontrakt na trzy walki. W pierwszej, rozegranej w grudniu 2007 roku w Las Vegas (UFC 79) przegrał przez poddanie z przyszłym mistrzem w wadze półciężkiej, Lyoto Machidą. W drugiej wygrał z Kazuhiro Nakamurą (UFC 84), jednak w ostatniej (UFC 89) został znokautowany przez Brazylijczyka Luiza Cané, co spowodowało, że UFC nie przedłużyło z nim kontraktu.

### DREAM
Po odejściu z UFC, w styczniu 2009 roku stoczył przegraną walkę z Renato Sobralem na gali Affliction: Day of Reckoning, po czym powrócił do Japonii, aby wystartować w DREAM Super Hulk GP − turnieju bez podziału na kategorie wagowe organizacji DREAM. W rozegranym w maju 2009 roku ćwierćfinale pokonał przez techniczny nokaut w pierwszej rundzie byłego zawodnika K-1 Jana Nortje. W październikowym półfinale miał się początkowo zmierzyć z byłym mistrzem DREAM w wadze średniej, Gegardem Mousasim, jednak Holender wycofał się z turnieju. Zastąpił go Bob Sapp, którego Sokoudjou wyeliminował przez TKO w pierwszej rundzie. Finał turnieju odbył się 31 grudnia, podczas sylwestrowej gali Dynamite!! 2009 w Saitamie. Sokoudjou przegrał przez nokaut w trzeciej rundzie z Ikuhisą Minową. Wcześniej, bo w październiku, doszło w końcu do walki Kameruńczyka z Mousasim, tym razem jednak pod egidą amerykańskiej organizacji Strikeforce. Mousasi wygrał przed czasem w drugiej rundzie na skutek ciosów pięściami w parterze.

### Lata 2010-2015
Od 2010 roku Sokoudjou walczy ze zmiennym powodzeniem dla mniejszych organizacji, m.in. na terenie Zjednoczonych Emiratów Arabskich, Australii i Izraela.
19 marca 2011 roku wystąpił po raz pierwszy w Polsce, gdzie wygrał podczas KSW 15: Współcześni Gladiatorzy przez TKO z Janem Błachowiczem, zdobywając międzynarodowe mistrzostwo KSW w wadze półciężkiej. W walce rewanżowej 26 listopada 2011 podczas KSW 17: Zemsta uległ Błachowiczowi decyzją sędziów po 3-rundowej walce.
Po prawie roku przerwy stoczył wygrany pojedynek w Rosji nokautując już w 1. rundzie wysokim kopnięciem w głowę Rosjanina Dienisa Komkina.
Następnie w 2014 roku związał się z Bellator MMA, gdzie zanotował dwie wygrane przed czasem, w tym pierwszy raz w karierze przez poddanie rywala oraz raz musiał uznać wyższość rywala. W czerwcu 2015 Bellator MMA ogłosiło zwolnienie z kontraktu Sokoudjou.
3 października 2015 podczas gali Abu Dhabi Warriors przegrał przez nokaut w trzeciej odsłonie z byłym pretendentem do pasa UFC, Paulem Buentello.

### 2016-2017
W październiku 2016 wrócił do polskiej federacji KSW, tocząc ponownie walkę o mistrzostwo wagi półciężkiej z Tomaszem Narkunem na gali KSW 36: Trzy Korony, ostatecznie przegrywając przez TKO pod koniec pierwszej rundy.
Kolejną porażkę w Konfrontacji Sztuk Walki zanotował 27 maja 2017 podczas KSW 39: Colosseum na Stadionie Narodowym w Warszawie, ulegając na punkty (29:28, 29:28, 28:29) Łukaszowi Jurkowskiemu.
15 czerwca 2017 na M-1 Challenge 80 w chińskim Harbin został znokautowany przez Rosjanina, Siergieja Charitonowa w 40. sekundzie pojedynku.
28 października 2017 zdobył pas mistrzowski federacji Australian FC wagi półciężkiej, pokonując przez techniczny nokaut w drugiej rundzie Australijczyka, Jamiego Abdallaha.

## Osiągnięcia

### Mieszane sztuki walki
- 2010: DREAM Super Hulk Grand Prix - finalista turnieju wagi otwartej
- 2011: międzynarodowy mistrz KSW w wadze półciężkiej
- 2017: mistrz Australian FC w wadze półciężkiej

### Judo
- 1997: Mistrzostwa Kamerunu w judo - 1. miejsce (juniorzy)
- 1998: Mistrzostwa Kamerunu w judo - 1. miejsce (juniorzy)
- 1999: Mistrzostwa Kamerunu w judo - 1. miejsce (juniorzy)
- 2001: US Open - 1. miejsce w kat. otwartej
- 2001: Silver State Championship - 1. miejsce
- 2001: Golden State Championship - 1. miejsce
- 2002: California State Championship - 1. miejsce
- 2003: Golden State Championship - 1. miejsce
- 2003: US Open - 3. miejsce w kat. 100 kg

## Lista zawodowych walk w MMA
| Wynik     | Bilans | Przeciwnik (bilans przed walką) | Rozstrzygnięcie                            | Runda | Czas | Rozgrywki                                  | Data       | Miejsce         | Uwagi |
| --------- | ------ | ------------------------------- | ------------------------------------------ | ----- | ---- | ------------------------------------------ | ---------- | --------------- | --- |
| Wygrana   | 19-18  | Jamie Abdallah (7-1)            | TKO (ciosy pięściami)                      | 2     | 2:42 | AFC / Kunlun Fight - Kunlun Fight MMA 16   | 28.10.2017 | Melbourne       | Zdobył pas mistrzowski AFC w wadze półciężkiej. Main Event                                                                                      |
| Przegrana | 18-18  | Siergiej Charitonow (25-7)      | KO (prawy prosty)                          | 1     | 0:40 | M-1 Challenge 80: Kharitonov vs. Sokoudjou | 15.06.2017 | Harbin          | Walka w wadze ciężkiej. |
| Przegrana | 18-17  | Łukasz Jurkowski (15-10)        | Decyzja (niejednogłośna)                   | 3     | 5:00 | KSW 39: Colosseum                          | 27.05.2017 | Warszawa        | |
| Wygrana   | 18-16  | Marcelo Tenorio (4-4)           | TKO (ciosy pięściami)                      | 1     | ?    | Australian FC 18: Night 1                  | 14.04.2017 | Szanghaj        | Main Event. |
| Przegrana | 17-16  | Thiago Silva (17-5)             | TKO (ciosy pięściami)                      | 3     | 2:37 | Fight2Night 1                              | 04.11.2016 | Rio De Janeiro  | |
| Przegrana | 17-15  | Tomasz Narkun (12-2)            | TKO (ciosy pięściami)                      | 1     | 4:38 | KSW 36: Trzy Korony                        | 01.10.2016 | Zielona Góra    | Wallka o pas mistrzowski KSW w wadze półciężkiej. Co-Main Event.                                                                                |
| Wygrana   | 17-14  | Matt Hamill (10-7)              | TKO (ciosy pięściami)                      | 1     | 0:37 | Venator FC 3: Palhares vs. Meek            | 21.05.2016 | Mediolan        | |
| Przegrana | 16-14  | Paul Buentello (33-16)          | TKO (ciosy pięściami)                      | 3     | 3:12 | Abu Dhabi Warriors 3                       | 10.03.2015 | Abu Zabi        | Walka w wadze ciężkiej |
| Przegrana | 16-13  | Linton Vassell (15-4)           | TKO (ciosy pięściami)                      | 2     | 3:18 | Bellator 134                               | 27.02.2015 | Uncasville      | |
| Wygrana   | 16-12  | Malik Merad (19-11)             | TKO (łokcie)                               | 2     | 4:04 | Bellator 127                               | 03.10.2014 | Temecula        | |
| Wygrana   | 15-12  | Terry Davinney (10-7)           | Poddanie (duszenie zza pleców)             | 1     | 4:16 | Bellator 121                               | 06.06.2014 | Thackerville    | |
| Przegrana | 14-12  | Konstantin Erokhin (4-1)        | KO (ciosy pięściami)                       | 1     | 2:28 | Fight Nights: Battle of Moscow 14          | 07.12.2013 | Moskwa          | Walka w wadze ciężkiej |
| Przegrana | 14-11  | Evgeny Erokhin (4-1)            | TKO (kolana)                               | 3     | 4:40 | Pankration: Mayor Cup 2013                 | 25.05.2013 | Chabarowsk      | Walka w wadze ciężkiej |
| Wygrana   | 14-10  | Seung Bae Whi (7-3)             | Decyzja (jednogłośna)                      | 3     | 5:00 | Road FC 11                                 | 13.04.2013 | Seul            | |
| Wygrana   | 13-10  | Denis Komkin (13-10)            | KO (wysokie kopnięcie na głowę)            | 1     | 1:00 | MFP: Battle Of Empires 2                   | 15.12.2012 | Chabarowsk      | Walka w wadze ciężkiej |
| Przegrana | 12-10  | Jan Błachowicz (13-3)           | Decyzja (jednogłośna)                      | 3     | 5:00 | KSW 17: Zemsta                             | 26.11.2011 | Łódź            | Stracił międzynarodowe mistrzostwo KSW w wadze półciężkiej. Bonus za walkę wieczoru                                                             |
| Przegrana | 12-9   | Ryan Jimmo (15-1)               | Decyzja (jednogłośna)                      | 5     | 5:00 | MFC 31                                     | 07.10.2011 | Edmonton        | Walka o pas mistrzowski MFC w wadze półciężkiej                                                                                                 |
| Wygrana   | 12-8   | Roy Boughton (5-1)              | Decyzja (jednogłośna)                      | 3     | 5:00 | Score Fighting Series 1                    | 10.06.2011 | Mississauga     | |
| Wygrana   | 11-8   | Jan Błachowicz (12-2)           | TKO (niezdolność do walki)                 | 2     | 5:00 | KSW 15: Współcześni Gladiatorzy            | 19.03.2011 | Warszawa        | Zdobył międzynarodowe mistrzostwo KSW w wadze półciężkiej. Co-Main Event                                                                        |
| Wygrana   | 10-8   | Valdas Pocevicius (33-24-3)     | Decyzja (jednogłośna)                      | 3     | 5:00 | Israel FC: Genesis                         | 09.11.2010 | Tel Awiw-Jafa   | |
| Przegrana | 9-8    | Szamil Abdurachimow (10-1)      | TKO (ciosy pięściami)                      | 3     | 2:17 | ADFC: Round 2                              | 22.10.2010 | Abu Zabi        | Półfinał Grand Prix Openw-ósemki 2010. |
| Przegrana | 9-7    | Houston Alexander (10-6)        | TKO (ciosy pięściami)                      | 2     | 1:31 | Shark Fights 13: Jardine vs Prangley       | 11.09.2010 | Amarillo        | Bonus za walkę wieczoru |
| Wygrana   | 9-6    | Joaquim Ferreira (8-5)          | TKO (ciosy pięściami)                      | 1     | 1:20 | Impact FC 1                                | 10.07.2010 | Brisbane        | Powrót do wagi półciężkiej |
| Wygrana   | 8-6    | Dave Herman (18-1)              | DQ (nielegalne kolano)                     | 2     | ?    | ADFC: Round 1                              | 14.05.2010 | Abu Zabi        | Debiut w wadze ciężkiej. Ćwierćfinał Grand Prix 2010; Herman został zdyskwalifikowany z walki za nielegalne uderzenie Sokoudjou kolanem w głowę |
| Przegrana | 7-6    | Ikuhisa Minowa (44-30-8)        | KO (cios pięścią)                          | 3     | 3:29 | Dynamite!! 2009                            | 31.12.2009 | Saitama         | Finał Grand Prix DREAM Super Hulk. |
| Przegrana | 7-5    | Gegard Mousasi (26-2-1)         | TKO (ciosy pięściami)                      | 2     | 3:43 | Strikeforce: Fedor vs. Rogers              | 07.11.2009 | Hoffman Estates | Walka w wadze półciężkiej |
| Wygrana   | 7-4    | Bob Sapp (10-5)                 | TKO (ciosy pięściami)                      | 1     | 1:31 | DREAM 11                                   | 06.10.2009 | Jokohama        | Półfinał Grand Prix DREAM Super Hulk. |
| Wygrana   | 6-4    | Jan Nortje (2-5)                | TKO (ciosy pięściami)                      | 1     | 2:30 | DREAM 9                                    | 26.05.2009 | Jokohama        | Debiut w wadze superciężkiej; Runda otwierająca Grand Prix DREAM Super Hulk.                                                                    |
| Przegrana | 5-4    | Renato Sobral (34-8)            | Poddanie (duszenie D'Arce)                 | 2     | 2:38 | Affliction: Day of Reckoning               | 24.01.2009 | Anaheim         | |
| Przegrana | 5-3    | Luiz Cané (9-1)                 | TKO (ciosy pięściami)                      | 2     | 4:15 | UFC 89: Bisping vs. Leben                  | 18.10.2008 | Birmingham      | |
| Wygrana   | 5-2    | Kazuhiro Nakamura (11-7)        | TKO (kontuzja nogi)                        | 1     | 5:00 | UFC 84                                     | 24.05.2008 | Las Vegas       | |
| Przegrana | 4-2    | Lyoto Machida (11-0)            | Poddanie (duszenie trójkątne rękoma)       | 2     | 4:20 | UFC 79                                     | 29.12.2007 | Las Vegas       | |
| Wygrana   | 4-1    | Ricardo Arona (13-4)            | KO (cios pięścią)                          | 1     | 1:59 | PRIDE 34                                   | 08.04.2007 | Saitama         | |
| Wygrana   | 3-1    | Antônio Rogério Nogueira (12-2) | KO (cios pięścią)                          | 1     | 0:23 | PRIDE 33                                   | 24.02.2007 | Las Vegas       | |
| Przegrana | 2-1    | Glover Teixeira (4-2)           | KO (ciosy pięściami)                       | 1     | 1:41 | WEC 24: Full Force                         | 12.10.2006 | Lemoore         | |
| Wygrana   | 2-0    | Paul Weremecki (3-1)            | TKO (kopnięcie na głowę i ciosy pięściami) | 1     | 2:11 | SF 17: Hot Zone                            | 05.08.2006 | Portland        | |
| Wygrana   | 1-0    | Gary Padilla (3-0)              | Decyzja (niejednogłośna)                   | 3     | 5:00 | Total Combat 15                            | 15.07.2006 | San Diego       | Debiut w MMA |

## Lista walk w boksie na gołe pięści
| Wynik     | Bilans | Przeciwnik | Rozstrzygnięcie       | Runda | Czas | Rozgrywki                | Data       | Miejsce  | Uwagi                            |
| --------- | ------ | ---------- | --------------------- | ----- | ---- | ------------------------ | ---------- | -------- | -------------------------------- |
| Przegrana | 0-1    | Mighty Mo  | TKO (ciosy pięściami) | 3     | 1:26 | VKB-Valor Bare Knuckle 1 | 21.09.2019 | New Town | Półfinały turnieju wagi ciężkiej |